# Leeuwarderadeel
Leeuwarderadeel (anhörenⓘ) (westfriesisch Ljouwerteradiel) ist eine ehemalige Gemeinde der niederländischen Provinz Friesland. Zum 1. Januar 2018 wurde sie mit einem Teil von Littenseradiel nach Leeuwarden eingemeindet. Leeuwarderadeel hatte zum Zeitpunkt der Auflösung 10.089 Einwohner.
Der Verwaltungssitz ist Stiens, die anderen Orte in der Gemeinde sind: Bartlehiem (teils), Britsum, Cornjum, Finkum, Hijum, Jelsum und Oude Leije.

## Politik

### Sitzverteilung im Gemeinderat
| Partei                           | Sitze | Sitze | Sitze | Sitze |
| Partei                           | 2002  | 2006  | 2010  | 2014  |
| -------------------------------- | ----- | ----- | ----- | ----- |
| PvdA                             | 3     | 4     | 4     | 4     |
| CDA                              | 3     | 3     | 3     | 4     |
| Gemeentebelangen Leeuwarderadeel | 6     | 5     | 3     | 3     |
| FNP                              | 2     | 2     | 3     | 2     |
| VVD                              | 1     | 1     | 2     | 2     |
| Gesamt                           | 15    | 15    | 15    | 15    |